# Baie de Hanö
La baie de Hanö (suédois : Hanöbukten) est une baie de la mer Baltique située sur la côte de la Scanie et du Blekinge, en Suède. Elle tire son nom de l'île d'Hanö, située au nord de la baie. Elle s'étend de la colline de Stenshuvud au sud jusqu'à la péninsule de Listerlandet au nord.